# Ritz Tower
Der Ritz Tower ist ein denkmalgeschützter Wolkenkratzer in Manhattan in New York City, Vereinigte Staaten. Nach seiner Fertigstellung im Oktober 1926 war das Wohnhochhaus das höchste und eleganteste Apartmenthotel der Stadt.

## Beschreibung
Das Gebäude befindet sich in Midtown Manhattan im Stadtteil Turtle Bay an der Park Avenue, Nordostecke East 57th Street. Bekannte Nachbargebäude sind das Fuller Building, das Four Seasons Hotel New York und der 426 m hohe Wolkenkratzer 432 Park Avenue. Zwei Blocks nordwestlich liegt der Central Park.
Der Ritz Tower wurde von den Architekten Emery Roth und Thomas Hastings im Auftrag des Journalisten Arthur Brisbane in den Stilen Beaux-Arts-Architektur und Historismus entworfen und von 1925 bis 1927 erbaut. Die Eröffnung fand am 15. Oktober 1926 statt. Der Wohnturm hat eine Höhe von 164,9 Meter (541 Fuß) und besitzt 41 Stockwerke. Als ursprünglich klassifiziertes Aparthotel konnte es höher gebaut werden als es zur Bauzeit in diesem Stadtteil zulässig war. Entsprechend der Zoning Resolution von 1916 weist das Bauwerk zahlreiche Rücksprünge (Setbacks) auf, die mit Balustraden und schmückenden Verzierungen versehen sind. Einige Fenster sind mit Pilastern und Giebeln ausgestattet. Der dreistöckige Sockel besteht aus Kalkstein und ist reich verziert mit Putti- und Urnenskulpturen sowie rustizierten Blöcken. Der Turm wird von einem pyramidenförmigen Dach mit einem hohen Obelisken gekrönt. In den unteren Etagen befinden sich Einzelhandel und Restaurants.
1956 wurde der Ritz Tower zu einer Wohnungsbaugenossenschaft. Diese bietet 142 Eigentumswohnungen und ihren Bewohnern umfangreiche Dienstleistungen wie in einem Hotel. Dazu gehören unter anderem Mittag- und Abendessen, Reinigungsservice, Housekeeping, Kammerdiener und ein Fitnesscenter. Haupteingang und Hauptadresse ist „465 Park Avenue“, die Nebenadresse lautet „101 East 57th Street“. 
Am 29. Oktober 2002 stellte die Landmarks Preservation Commission der Stadt New York den Ritz Tower unter Denkmalschutz.

## Galerie

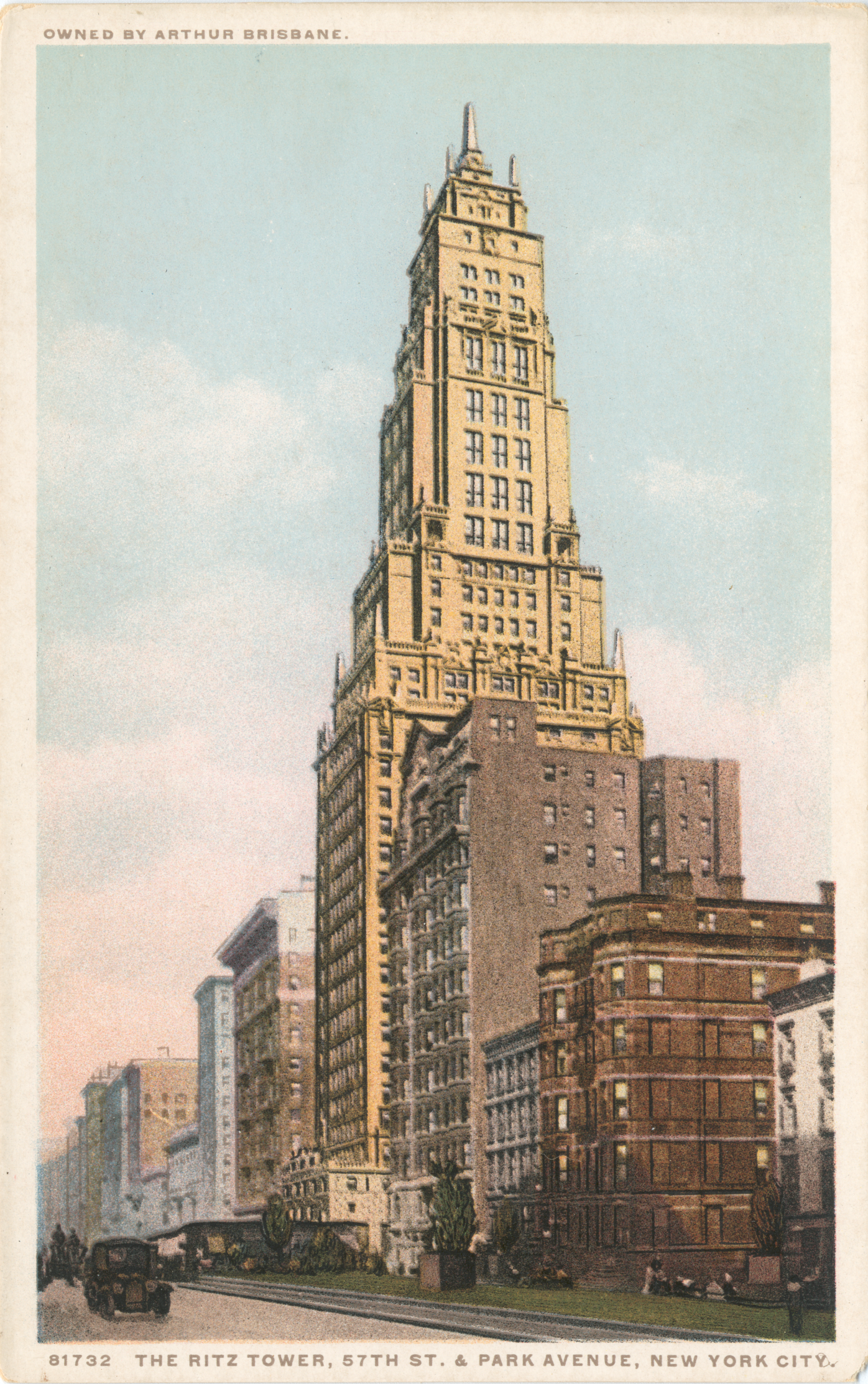
Auf einer Ansichtskarte kurz nach der Fertigstellung
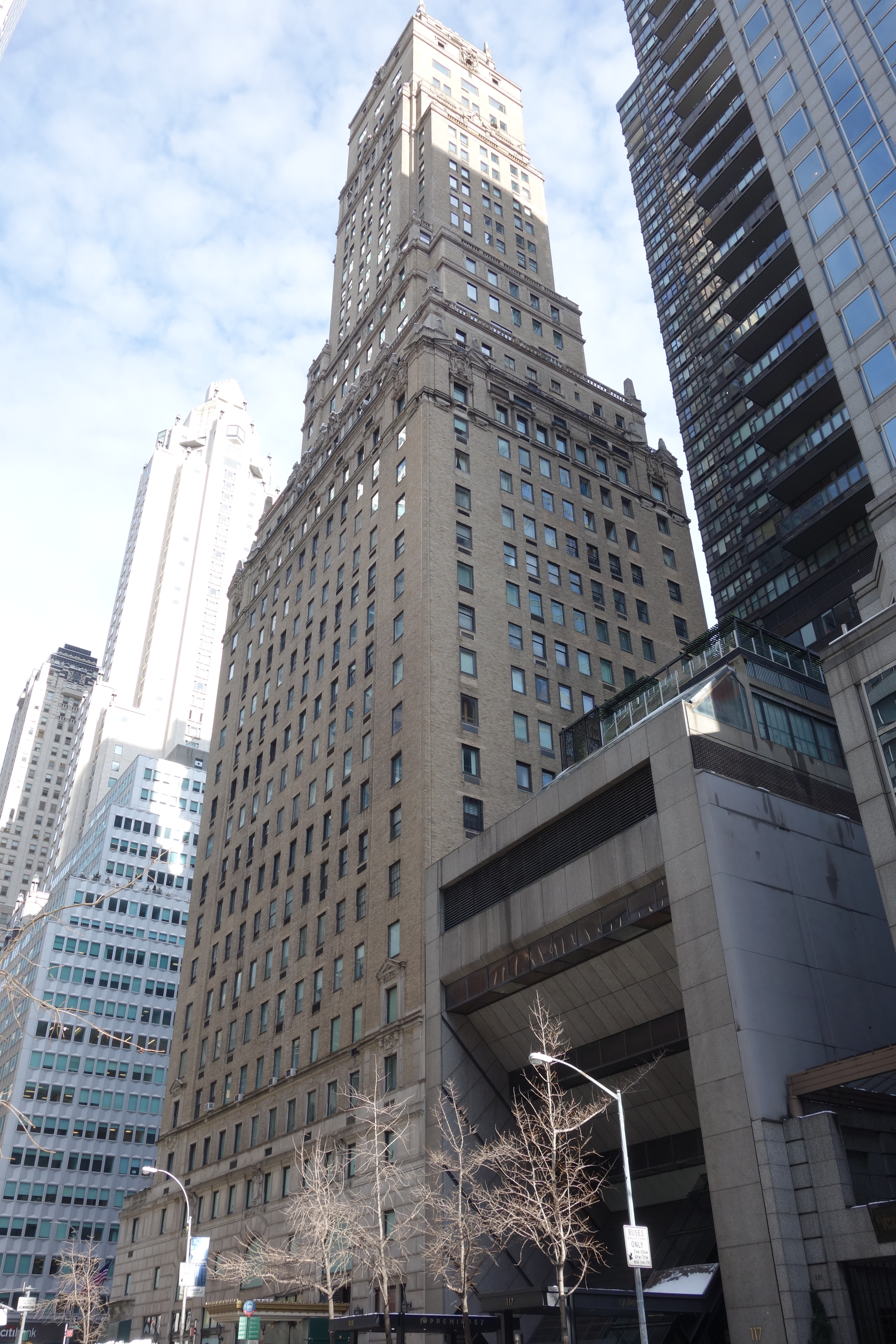
Blick von der 57th Street (2018)
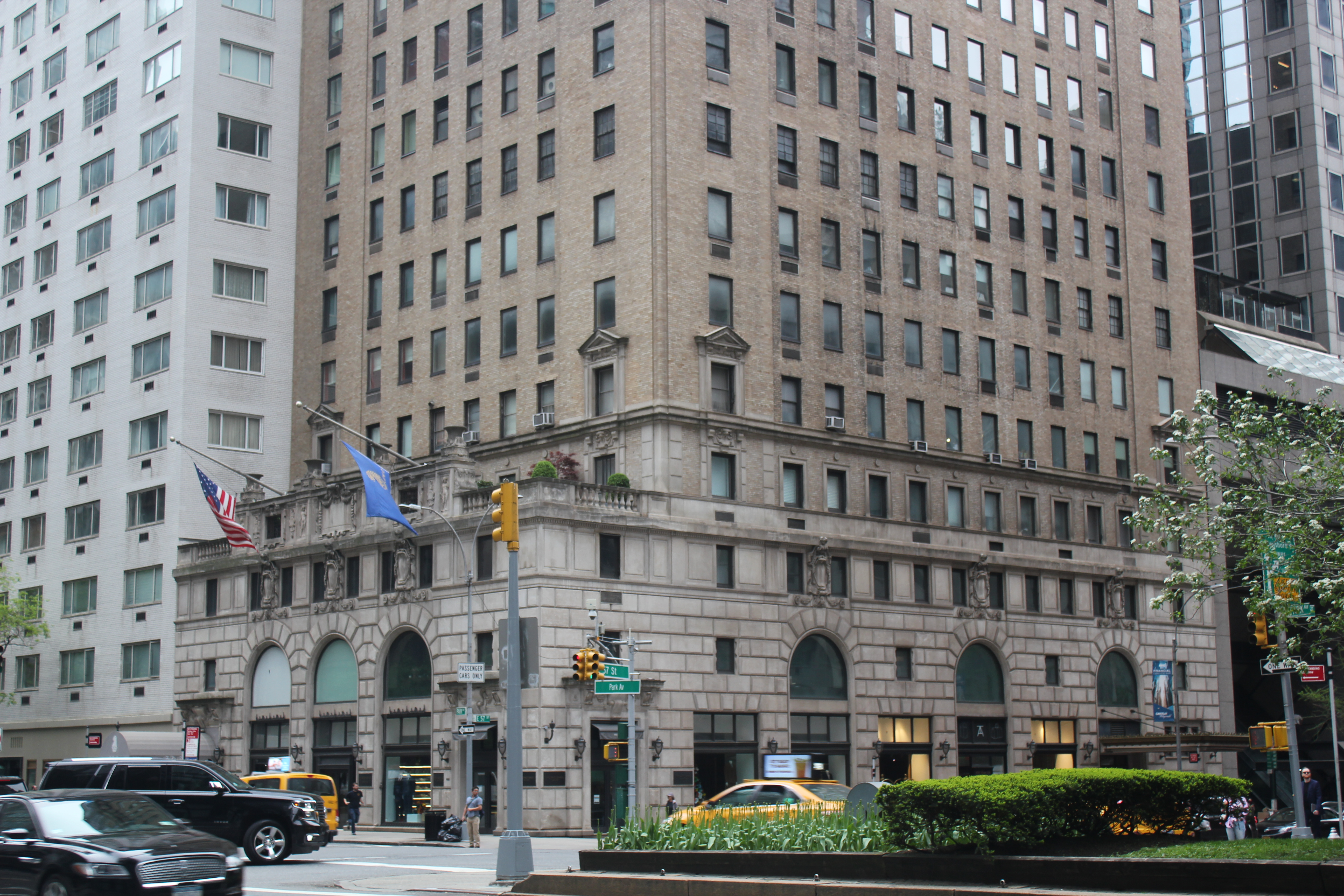
Die Basis mit Einzelhandel und Restaurants (2022)
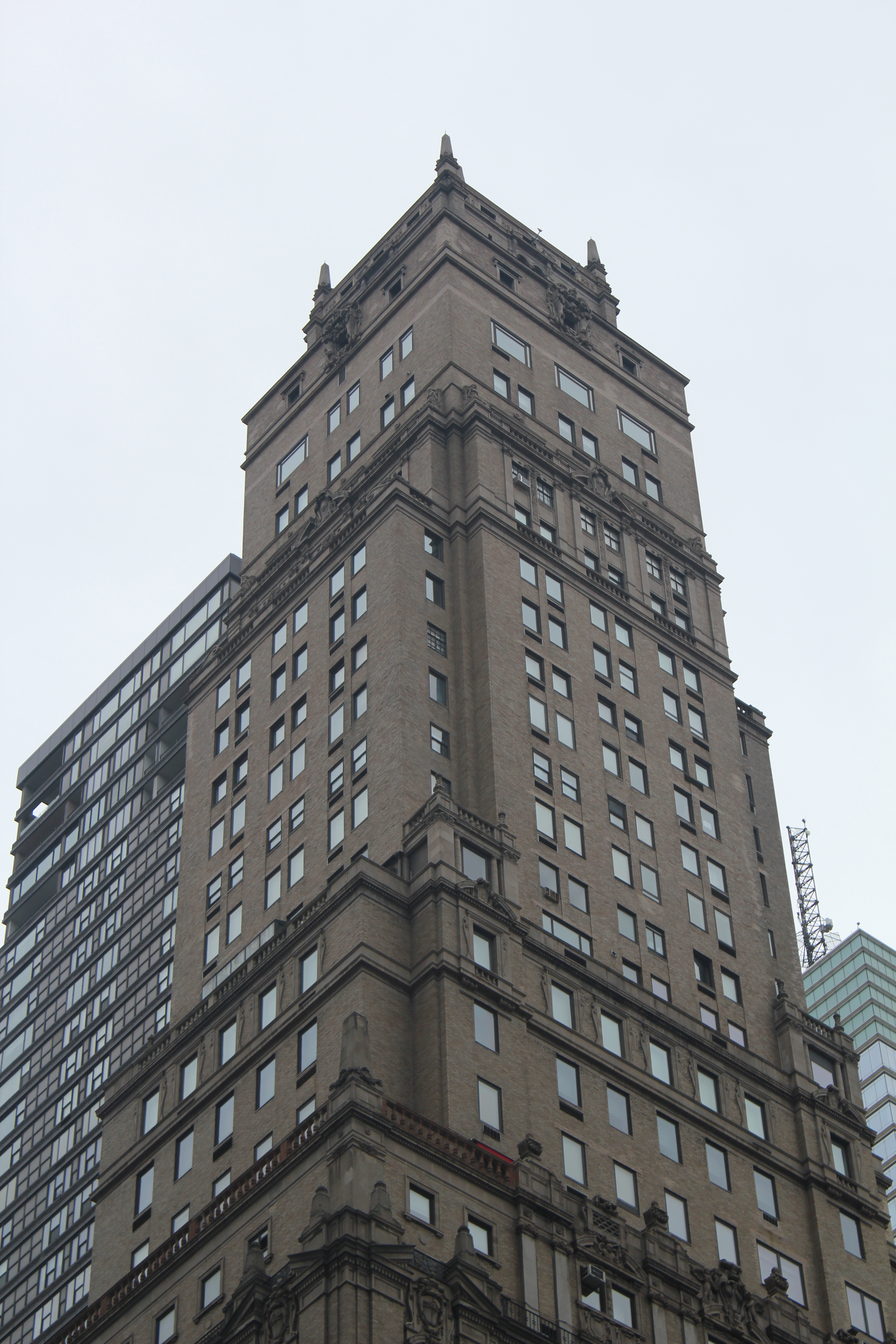
Blick auf die obersten Etagen
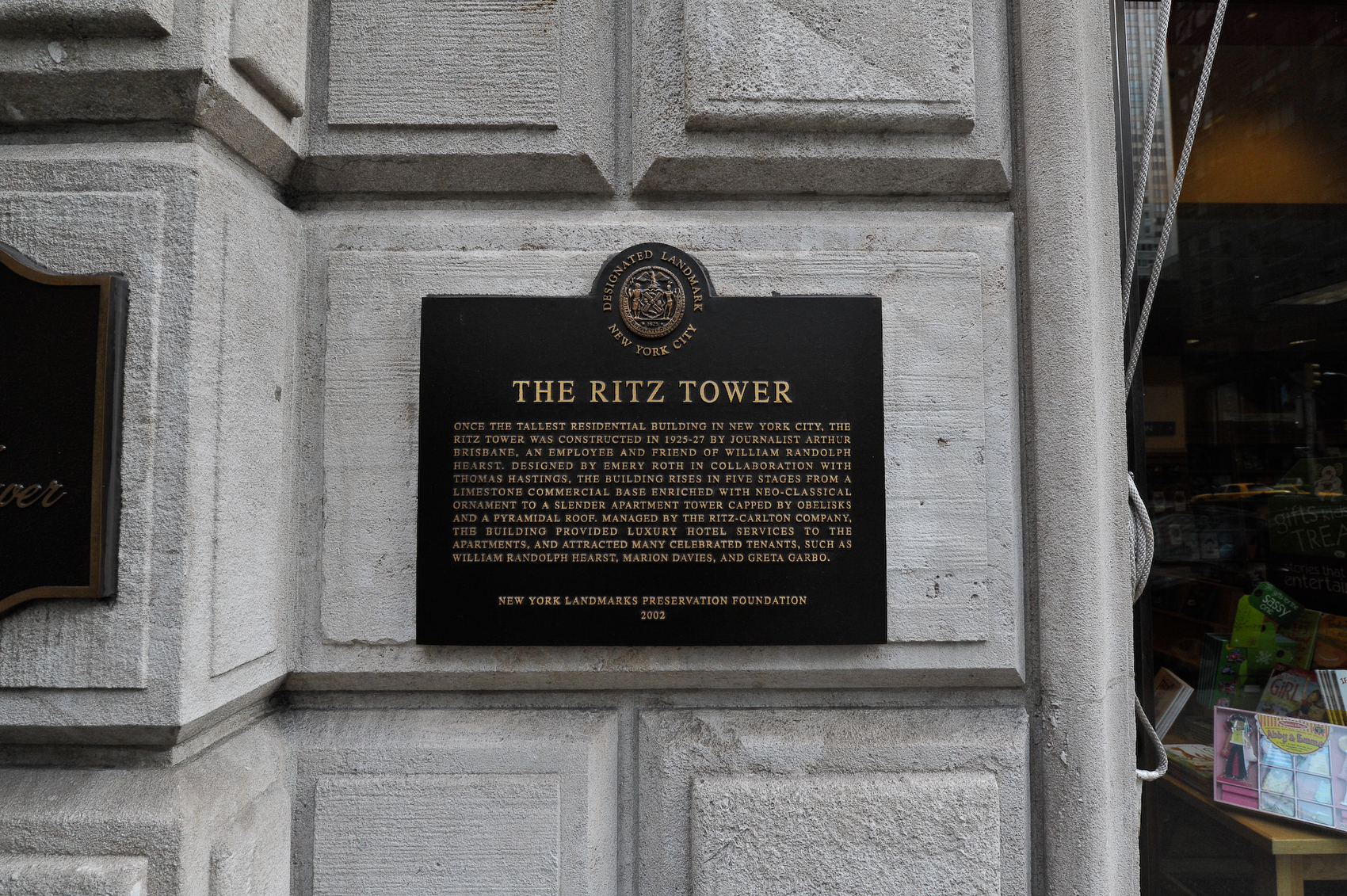
Denkmalplakette der Landmarks Preservation Foundation